# Daniel John Proudfoot
Pour les articles homonymes, voir Proudfoot.
Daniel John Proudfoot (21 septembre 1897-1972) est un homme politique canadien de la Colombie-Britannique. Il est député provincial libéral de la circonscription britanno-colombienne de Victoria City de 1949 à 1953. Il est membre du gouvernement de coalition de 1949 à 1952.

## Biographie
Né à Aldershot en Angleterre, Proudfoot étudie en Écosse à Ayr et à Kelvinside (en). Il combat avec les Fusiliers royaux écossais durant la Première Guerre mondiale avant de prendre sa retraite de l'armée en 1926 et s'installer au Canada en 1929.
Proudfoot meurt en Écosse en 1972.